# Bakwa (huyện)
Bakwa là một huyện thuộc tỉnh Farah, Afghanistan. Dân số thời điểm năm 1999 là 19,854 người.